# Großer Preis von Österreich 1997
Der Große Preis von Österreich 1997 (offiziell XXI Großer Preis von Österreich) fand am 21. September auf dem A1-Ring in Spielberg statt und war das 14. Rennen der Formel-1-Weltmeisterschaft 1997.

## Bericht

### Hintergrund
Nach dem Großen Preis von Italien führte Michael Schumacher in der Fahrerwertung mit zehn Punkten vor Jacques Villeneuve und mit 39 Punkten vor Jean Alesi. In der Konstrukteurswertung führte Ferrari mit einem Punkt vor Williams-Renault und mit 33 Punkten vor Benetton-Renault.
Da das Rennen erstmals auf dem A1-Ring stattfand, trat kein ehemaliger Sieger zu diesem Grand Prix an.

### Training
Vor dem Rennen fanden zwei Trainingseinheiten statt: Die erste am Freitagmorgen und die zweite am Samstagmorgen.
Im ersten freien Training am Freitag holte sich Heinz-Harald Frentzen mit 1:11,527 Minuten die Bestzeit vor Villeneuve, Rubens Barrichello sowie Giancarlo Fisichella. Michael Schumacher lag rund sieben Zehntel hinter der Bestzeit auf Platz sieben. Alle Fahrer lagen innerhalb von dreieinhalb Sekunden.
Im zweiten freien Traning am Samstag konnte sich überraschend Pedro Diniz mit 1:10,782 Minuten die Bestzeit vor Jan Magnussen, welcher nur drei Tausendstel dahinter lag, sichern. Villeneuve musste sich um 16 Tausendstel geschlagen geben und lag auf Platz drei, Michael Schumacher erneut auf Platz sieben. Bemerkenswert ist die Dichte der Zeiten der ersten sechs, alle waren nur höchstens ein Zehntel hinter der Bestzeit. Alle Fahrer lagen innerhalb von drei Sekunden.

### Qualifying
Villeneuve holte sich vor Mika Häkkinen und Jarno Trulli die Bestzeit. Sein Konkurrent um die Weltmeisterschaft, Michael Schumacher, lag auf Platz neun, rund sieben Zehntel dahinter. Alle Fahrer waren innerhalb von vier Sekunden platziert. Tarso Marques hätte sich für Platz 21 qualifiziert, wurde jedoch nachträglich vom Formel-1-Wochenende ausgeschlossen, da sein Auto untergewichtig war.

### Warm-Up
Häkkinen war mit 1:12,803 Minuten der Schnellste, knapp dahinter lagen Trulli und Michael Schumacher. Alle Fahrer lagen innerhalb von fünf Sekunden.

### Rennen
Häkkinen gewann den Start und führte das Rennen vor Trulli für nicht einmal eine Runde an, da sein Motor nach der Jochen Rindt-Kurve in Flammen aufging. Trulli erbte daher die Führung.
In Runde 37 ereignete sich ein spektakulärer Unfall zwischen Eddie Irvine und Alesi. Um Position vier kämpfend, versuchte Alesi, den Nordiren auszubremsen. Da jedoch Alesi weit hinten war, erwartete Irvine keinen Angriff, und infolgedessen raste Alesi beinahe ungebremst in Irvine. Der Benetton stieg auf und rutschte über den Ferrari. Aufgrund des Unfalls wurde Alesi von den Stewards wegen gefährliches Fahrens beobachtet, aber es kam zu keiner Strafe.
In derselben Runde ging Trullis Mugen-Honda-Motor in Führung liegend ebenfalls hoch. Villeneuve erhielt als Resultat den ersten Platz wieder, doch nur für zwei Runden. Diesmal war der Grund jedoch ein Boxenstopp. Michael Schumacher konnte für zwei Runden führen, musste dann in Runde 42 ebenfalls stoppen. Coulthard führte nun, aber musste gleich in der darauffolgenden Runde nachtanken, woraufhin Villeneuve wieder nach ganz vorne kam.
Michael Schumacher lag sicher auf Platz drei, als er eine Stop-and-Go-Strafe wegen Überholens unter gelb erhielt. Michael Schumacher sagte später, dass er die gelbe Fahnen nicht gesehen habe, da sie bei der Kurveninnenseite nicht sichtbar seien.
Villeneuve konnte ins Ziel fahren und holte sich einen weiteren Sieg, wodurch er seinen Abstand auf Schumacher auf einen Punkt reduzierte. Coulthard und Frentzen komplettierten das Podium.
Villeneuve sicherte sich zudem mit 1:11,814 Minuten die schnellste Runde.
In der Fahrerwertung blieb Michael Schumacher vor Villeneuve, Frentzen war wieder Dritter. In der Konstrukteurswertung konnte Williams-Renault an Ferrari vorbeiziehen, Benetton-Renault blieb Dritter.

## Meldeliste
| Team                        | Nr. | Fahrer                | Chassis        | Motor                 | Reifen |
| --------------------------- | --- | --------------------- | -------------- | --------------------- | ------ |
| Danka Arrows Yamaha         | 01  | Damon Hill            | Arrows A18     | Yamaha 3.0 V10        | B      |
| Danka Arrows Yamaha         | 02  | Pedro Diniz           | Arrows A18     | Yamaha 3.0 V10        | B      |
| Rothmans Williams Renault   | 03  | Jacques Villeneuve    | Williams FW19  | Renault 3.0 V10       | G      |
| Rothmans Williams Renault   | 04  | Heinz-Harald Frentzen | Williams FW19  | Renault 3.0 V10       | G      |
| Scuderia Ferrari Marlboro   | 05  | Michael Schumacher    | Ferrari F310B  | Ferrari 3.0 V10       | G      |
| Scuderia Ferrari Marlboro   | 06  | Eddie Irvine          | Ferrari F310B  | Ferrari 3.0 V10       | G      |
| Mild Seven Benetton Renault | 07  | Jean Alesi            | Benetton B197  | Renault 3.0 V10       | G      |
| Mild Seven Benetton Renault | 08  | Gerhard Berger        | Benetton B197  | Renault 3.0 V10       | G      |
| West McLaren Mercedes       | 09  | Mika Häkkinen         | McLaren MP4/12 | Mercedes-Benz 3.0 V10 | G      |
| West McLaren Mercedes       | 10  | David Coulthard       | McLaren MP4/12 | Mercedes-Benz 3.0 V10 | G      |
| B&H Total Jordan Peugeot    | 11  | Ralf Schumacher       | Jordan 197     | Peugeot 3.0 V10       | G      |
| B&H Total Jordan Peugeot    | 12  | Giancarlo Fisichella  | Jordan 197     | Peugeot 3.0 V10       | G      |
| Prost Gauloises Peugeot     | 14  | Jarno Trulli          | Prost JS45     | Mugen-Honda 3.0 V10   | B      |
| Prost Gauloises Peugeot     | 15  | Shinji Nakano         | Prost JS45     | Mugen-Honda 3.0 V10   | B      |
| Red Bull Sauber Petronas    | 16  | Johnny Herbert        | Sauber C16     | Petronas 3.0 V10      | G      |
| Red Bull Sauber Petronas    | 17  | Gianni Morbidelli     | Sauber C16     | Petronas 3.0 V10      | G      |
| Tyrrell                     | 18  | Jos Verstappen        | Tyrrell 025    | Ford ED5 3.0 V8       | G      |
| Tyrrell                     | 19  | Mika Salo             | Tyrrell 025    | Ford ED5 3.0 V8       | G      |
| Minardi Team                | 20  | Ukyō Katayama         | Minardi M197   | Hart 3.0 V8           | B      |
| Minardi Team                | 21  | Tarso Marques         | Minardi M197   | Hart 3.0 V8           | B      |
| Stewart Ford                | 22  | Rubens Barrichello    | Stewart SF01   | Ford Zetec-R 3.0 V10  | B      |
| Stewart Ford                | 23  | Jan Magnussen         | Stewart SF01   | Ford Zetec-R 3.0 V10  | B      |

## Klassifikation

### Qualifying
| Pos.                                                                       | Fahrer                | Konstrukteur      | Zeit     | Start |
| -------------------------------------------------------------------------- | --------------------- | ----------------- | -------- | ----- |
| 01                                                                         | Jacques Villeneuve    | Williams-Renault  | 1:10,304 | 01    |
| 02                                                                         | Mika Häkkinen         | McLaren-Mercedes  | 1:10,398 | 02    |
| 03                                                                         | Jarno Trulli          | Prost-Mugen-Honda | 1:10,511 | 03    |
| 04                                                                         | Heinz-Harald Frentzen | Williams-Renault  | 1:10,670 | 04    |
| 05                                                                         | Rubens Barrichello    | Stewart-Ford      | 1:10,700 | 05    |
| 06                                                                         | Jan Magnussen         | Stewart-Ford      | 1:10,893 | 06    |
| 07                                                                         | Damon Hill            | Arrows-Yamaha     | 1:11,025 | 07    |
| 08                                                                         | Eddie Irvine          | Ferrari           | 1:11,051 | 08    |
| 09                                                                         | Michael Schumacher    | Ferrari           | 1:11,056 | 09    |
| 10                                                                         | David Coulthard       | McLaren-Mercedes  | 1:11,076 | 10    |
| 11                                                                         | Ralf Schumacher       | Jordan-Peugeot    | 1:11,186 | 11    |
| 12                                                                         | Johnny Herbert        | Sauber-Petronas   | 1:11,210 | 12    |
| 13                                                                         | Gianni Morbidelli     | Sauber-Petronas   | 1:11,261 | 13    |
| 14                                                                         | Giancarlo Fisichella  | Jordan-Peugeot    | 1:11,299 | 14    |
| 15                                                                         | Jean Alesi            | Benetton-Renault  | 1:11,382 | 15    |
| 16                                                                         | Shinji Nakano         | Prost-Mugen-Honda | 1:11,596 | 16    |
| 17                                                                         | Pedro Diniz           | Arrows-Yamaha     | 1:11,615 | 17    |
| 18                                                                         | Gerhard Berger        | Benetton-Renault  | 1:11,620 | 18    |
| 19                                                                         | Ukyō Katayama         | Minardi-Hart      | 1:12,036 | 19    |
| 20                                                                         | Jos Verstappen        | Tyrrell-Ford      | 1:12,230 | 20    |
| 22                                                                         | Mika Salo             | Tyrrell-Ford      | 1:14,246 | 22    |
| 107-Prozent-Zeit: 1:15,225 min (bezogen auf die Bestzeit von 1:10,304 min) |                       |                   |          |       |
| DSQ                                                                        | Tarso Marques         | Minardi-Hart      | 1:12,304 | –     |

Anmerkungen
1. ↑  Marques wurde wegen eines zu leichten Wagens nachträglich ausgeschlossen.

### Rennen
| Pos. | Fahrer                | Konstrukteur      | Runden | Stopps | Zeit        | Start | Schnellste Runde |
| ---- | --------------------- | ----------------- | ------ | ------ | ----------- | ----- | ---------------- |
| 01   | Jacques Villeneuve    | Williams-Renault  | 71     | 1      | 1:27:35,999 | 01    | 1:11,814 (36.)   |
| 02   | David Coulthard       | McLaren-Mercedes  | 71     | 1      | + 2,909     | 10    | 1:12,207 (65.)   |
| 03   | Heinz-Harald Frentzen | Williams-Renault  | 71     | 1      | + 3,962     | 04    | 1:12,223 (55.)   |
| 04   | Giancarlo Fisichella  | Jordan-Peugeot    | 71     | 1      | + 12,127    | 14    | 1:12,375 (64.)   |
| 05   | Ralf Schumacher       | Jordan-Peugeot    | 71     | 1      | + 31,859    | 11    | 1:12,862 (65.)   |
| 06   | Michael Schumacher    | Ferrari           | 71     | 2      | + 33,410    | 09    | 1:12,169 (71.)   |
| 07   | Damon Hill            | Arrows-Yamaha     | 71     | 1      | + 37,207    | 07    | 1:12,903 (53.)   |
| 08   | Johnny Herbert        | Sauber-Petronas   | 71     | 1      | + 49,057    | 12    | 1:12,574 (34.)   |
| 09   | Gianni Morbidelli     | Sauber-Petronas   | 71     | 1      | + 1:06,455  | 13    | 1:12,826 (71.)   |
| 10   | Gerhard Berger        | Benetton-Renault  | 70     | 1      | + 1 Runde   | 18    | 1:12,624 (66.)   |
| 11   | Ukyō Katayama         | Minardi-Hart      | 69     | 2      | + 2 Runde   | 19    | 1:14,394 (63.)   |
| 12   | Jos Verstappen        | Tyrrell-Ford      | 69     | 2      | + 2 Runde   | 20    | 1:13,708 (69.)   |
| 13   | Pedro Diniz           | Arrows-Yamaha     | 67     | 1      | DNF         | 17    | 1:13,074 (63.)   |
| 14   | Rubens Barrichello    | Stewart-Ford      | 64     | 2      | DNF         | 05    | 1:12,535 (55.)   |
| –    | Jarno Trulli          | Prost-Mugen-Honda | 58     | 1      | DNF         | 03    | 1:12,598 (30.)   |
| –    | Jan Magnussen         | Stewart-Ford      | 58     | 2      | DNF         | 06    | 1:12,605 (38.)   |
| –    | Shinji Nakano         | Prost-Mugen-Honda | 57     | 1      | DNF         | 16    | 1:13,010 (57.)   |
| –    | Mika Salo             | Tyrrell-Ford      | 48     | 1      | DNF         | 21    | 1:13,862 (34.)   |
| –    | Eddie Irvine          | Ferrari           | 38     | 0      | DNF         | 08    | 1:12,704 (35.)   |
| –    | Jean Alesi            | Benetton-Renault  | 37     | 1      | DNF         | 15    | 1:12,953 (29.)   |
| –    | Mika Häkkinen         | McLaren-Mercedes  | 1      | 0      | DNF         | 02    | 1:31,574 (01.)   |

## WM-Stände nach dem Rennen
Die ersten sechs des Rennens bekamen 10, 6, 4, 3, 2 bzw. 1 Punkt(e).

### Fahrerwertung
| Pos. | Fahrer                | Konstrukteur      | Punkte |
| ---- | --------------------- | ----------------- | ------ |
| 01   | Michael Schumacher    | Ferrari           | 68     |
| 02   | Jacques Villeneuve    | Williams-Renault  | 67     |
| 03   | Heinz-Harald Frentzen | Williams-Renault  | 31     |
| 04   | David Coulthard       | McLaren-Mercedes  | 30     |
| 05   | Jean Alesi            | Benetton-Renault  | 28     |
| 06   | Gerhard Berger        | Benetton-Renault  | 21     |
| 07   | Giancarlo Fisichella  | Jordan-Peugeot    | 20     |
| 08   | Eddie Irvine          | Ferrari           | 18     |
| 09   | Olivier Panis         | Prost-Mugen-Honda | 15     |
| 10   | Mika Häkkinen         | McLaren-Mercedes  | 14     |
| 11   | Johnny Herbert        | Sauber-Petronas   | 14     |
| 12   | Ralf Schumacher       | Jordan-Peugeot    | 13     |
| 13   | Damon Hill            | Arrows-Yamaha     | 7      |

| Pos. | Fahrer             | Konstrukteur                     | Punkte |
| ---- | ------------------ | -------------------------------- | ------ |
| 14   | Rubens Barrichello | Stewart-Ford                     | 6      |
| 15   | Alexander Wurz     | Benetton-Renault                 | 4      |
| 16   | Jarno Trulli       | Prost-Mugen-Honda / Minardi-Hart | 3      |
| 17   | Mika Salo          | Tyrrell-Ford                     | 2      |
| 18   | Shinji Nakano      | Prost-Mugen-Honda                | 2      |
| 19   | Nicola Larini      | Sauber-Petronas                  | 1      |
| 20   | Pedro Diniz        | Arrows-Yamaha                    | 0      |
| 21   | Jan Magnussen      | Stewart-Ford                     | 0      |
| 22   | Jos Verstappen     | Tyrrell-Ford                     | 0      |
| 23   | Gianni Morbidelli  | Sauber-Petronas                  | 0      |
| 24   | Norberto Fontana   | Sauber-Petronas                  | 0      |
| 25   | Ukyō Katayama      | Minardi-Hart                     | 0      |
| 26   | Tarso Marques      | Minardi-Hart                     | 0      |

### Konstrukteurswertung
| Pos. | Konstrukteur      | Punkte |
| ---- | ----------------- | ------ |
| 01   | Williams-Renault  | 98     |
| 02   | Ferrari           | 86     |
| 03   | Benetton-Renault  | 52     |
| 04   | McLaren-Mercedes  | 44     |
| 05   | Jordan-Peugeot    | 33     |
| 06   | Prost-Mugen-Honda | 20     |

| Pos. | Konstrukteur    | Punkte |
| ---- | --------------- | ------ |
| 07   | Sauber-Petronas | 15     |
| 08   | Arrows-Yamaha   | 7      |
| 09   | Stewart-Ford    | 6      |
| 10   | Tyrrell-Ford    | 2      |
| 11   | Minardi-Hart    | 0      |
| –    | Lola-Ford       | 0      |